# Моников, Сергей Николаевич
Серге́й Никола́евич Мо́ников (род. 30 августа 1958, Сталинград) — советский и российский учёный-географ, кандидат географических наук (2007), доцент (2013). Действительный член Русского географического общества с 1980 года, учёный секретарь Волгоградского отделения с 1991 года, Председатель Волгоградского отделения Русского географического общества с 31 мая 2018 г. по 26 декабря 2023 г.

## Биография
Родился 30 августа 1958 года в городе Сталинграде (с 1961 года — Волгоград).
Учился в средних школах № 35 и 82 в Волгограде, работал слесарем на заводе «Ахтуба».
В 1981 году окончил естественно-географический факультет Волгоградский государственный педагогический институт имени А. С. Серафимовича.
После окончания вуза работал школьным учителем географии, биологии и химии в станице Суводской (1981—1984) и в средней школе № 96 Дзержинского района в городе Волгограде (1984—1991).
С 26 декабря 1990 года работает в Волгоградском государственном педагогическом институте (с 1992 года — университет, с 2011 года — Волгоградский государственный социально-педагогический университет). Сначала занимал должность ассистента кафедры физической географии. С 1996 года — в должности старшего преподавателя, с 2008 года — доцента. В 2013 году присвоено учёное звание доцента.
В 2004 году по его сценарию снят фильм «Куда ушло море».
В 2007 году защитил диссертацию по теме «История географических исследований Волго-Донского поречья во второй половине XVIII — начале XX вв.» в Институте истории естествознания и техники им. С. И. Вавилова РАН (специальность «История науки и техники»).

## Научная деятельность
В круг научных интересов С. Н. Моникова входят вопросы краеведения и популяризации краеведческих знаний, истории исследования природы Волгоградской области, персоналии.
Опубликовал около 600 научных и учебно-методических работ, среди которых 6 монографии и 1 справочное издание: «Золотое озеро: историко-географические очерки» (4 издания: 2001, 2001, 2003, 2019), «Ориентир» (библиографический указатель-путеводитель для начинающих краеведов в море краеведческих фактов и событий, 2006), «Во имя российской науки. Очерки по истории географических исследований Волгоградской области». Часть 1 (с древнейших времён до конца XVIII века) [2011], «История географических исследований Волго-Донского Поречья. Во второй половине XVIII — начале XX вв.» (2012), «Охотники за окаменелостями: краеведческая повесть-хроника и др. рассказы» (2012), «Земля на границе Европы и Азии: историко-географические очерки. Земля и люди в истории Ольховского района» (2015), «Во имя российской науки: историко-географические очерки». Часть 3-я, книга 1-я (начало XX века) [2023].

### Научные труды
Является автором более 300 научных статей и тезисов, более 255 научно-популярных статей в региональных и центральных периодических и продолжающихся изданиях. Авторский список всех публикаций по состоянию на 2020 год насчитывал более 565 позиций.
Ниже приведён список основных публикаций в прямом хронологическом порядке:
- Моников, С. Н. Александровский грабен / С. Моников // Отчий край. — 1998. — № 4. — С. 208—210.
- Моников, С. Н. В списках Академии не значился : экспедиция И. Фалька / С. Моников // Отчий край. — 1996. — № 2. — С. 183—188.
- Моников, С. Н. Вперед в прошлое, или Путешествие в волжские «шхеры» / С. Моников, М. Бобиченко // Здоровье и экология. — 2009. — N 9. — С. 16-17.
- Моников, С. Н. Все началось с «чертова пальца» / С. Моников // Отчий край. — 2009. — № 3. — С. 237—240.
- Моников, С. Н. Вспять по реке времени / С. Моников // Вечерний Волгоград. — 1988. — 26 ноября.
- Моников, С. Н. Геологические исследования бассейна Дона в XVIII — начале XX вв. (в пределах Волгоградской области) : научное издание / С. Н. Моников // Стрежень. — Волгоград : Издатель, 2004. — Вып. 4. — С. 13-18.
- Моников, С. Н. Дело сталинградских краеведов / С. Н. Моников // Вопросы краеведения. — Волгоград : Изд-во Волгогр. гос. ун-та, 2000. — Вып. 6. — С. 19-22. Аннотация: Государственная политика в области музейного дела в 1929—1930 гг. Политические репрессии
- Моников, С. Н. Емельян Пугачев в Сарепте / С. Моников // Отчий край. — 1994. — № 2. — С. 190—192.
- Моников, С. Н. Наши знаменитые земляки-геологи и географы / С. Н. Моников // Патриотическая идея накануне XXI в.: прошлое или будущее России. — 1999. — С. 194—197.
- Моников, С. Н. Ревизор из Саратова : [К. И. Попов — саратовский титулярный советник пишет о быте, нравах, сословиях Царицына 1835 г.] / С. Моников // Вечерний Волгоград. — 1998. — 19 мая. — С. 7.
- Моников, С. Н. Свидетель древних землетрясений / С. Моников, М. Бобиченко // Здоровье и экология. — 2009. — N 7/8. — С. 28-29.
- Моников, С. Н. Уникальное путешествие братьев Чернецовых / С. Моников // Вечерний Волгоград. — 1988. — 15 октября.
- Моников, С. Н. Уникальное путешествие братьев Чернецовых : «Художественное путешествие» по Волге в 1838 г. / С. Моников // Отчий край. — 1994. — № 3. — С. 126—130.

## Награды и премии
Грамота Союза краеведов России (1998), Диплом Русского географического общества (2004), знак ГОУ ВГПУ «За заслуги» 3-й степени (2010), ГОУ ВГСПУ «За заслуги» 2-й степени (2018), юбилейная медаль «10 лет Царицынскому генеалогическому обществу» (2016), Почётная грамота Министерства просвещения Российской Федерации «за многолетний добросовестный труд и значительные заслуги в сфере образования» (2023).